# Seznam českých hráčů v KHL v sezóně 2022/2023
Toto je seznam hráčů Česka v sezóně 2022/2023 KHL.

| Klub                       | Hráč                         | Link             |
| Bobrovova divize           | Bobrovova divize             | Bobrovova divize |
| -------------------------- | ---------------------------- | ---------------- |
| SKA Petrohrad              | Dmitrij Jaškin               | Zde              |
| HK Soči                    | nikdo                        | Zde              |
| HK Spartak Moskva          | nikdo                        | Zde              |
| Torpedo Nižnij Novgorod    | nikdo                        | Zde              |
| HK Viťaz Moskevská oblast  | nikdo                        | Zde              |
| Tarasovova divize          |                              |                  |
| CSKA Moskva                | nikdo                        | Zde              |
| HK Dinamo Minsk            | nikdo                        | Zde              |
| HK Dynamo Moskva           | nikdo                        | Zde              |
| Lokomotiv Jaroslavl        | nikdo                        | Zde              |
| Traktor Čeljabinsk         | nikdo                        | Zde              |
| Charlamovova divize        |                              |                  |
| Ak Bars Kazaň              | nikdo                        | Zde              |
| Avtomobilist Jekatěrinburg | nikdo                        | Zde              |
| HC Rudá hvězda Kunlun      | nikdo                        | Zde              |
| Metallurg Magnitogorsk     | nikdo                        | Zde              |
| CHK Neftěchimik Nižněkamsk | nikdo                        | Zde              |
| Severstal Čerepovec        | nikdo                        | Zde              |
| Černyšovova divize         |                              |                  |
| Admiral Vladivostok        | Libor Šulák • Rudolf Červený | Zde              |
| Amur Chabarovsk            | Michal Jordán                | Zde              |
| Avangard Omsk              | nikdo                        | Zde              |
| Barys Astana               | nikdo                        | Zde              |
| Salavat Julajev Ufa        | nikdo                        | Zde              |
| HK Sibir Novosibirsk       | nikdo                        | Zde              |